# Walldürn
Walldürn est une ville située dans l'arrondissement de Neckar-Odenwald, dans le Bade-Wurtemberg, en Allemagne. Elle est située à 23km au sud-ouest de Wertheim.
La tradition chrétienne célèbre le miracle du sang de Walldürn. Du sang consacré mouilla le corporal liturgique. Le pape Eugène IV fut informé de cet événement. Depuis 1456, le Pèlerinage à Walldürn est attesté.
Thermes romains et camp romain du limes de Germanie

## Économie
- Braun GmbH, fabricant d'appareils électroménagers

## Personnages célèbres
- Félix-Antoine Blau (1754-1798), personne de la République de Mayence
- Georges-Joseph Bekker, professeur à l'Université d'État de Louvain
- Walter Max Zimmermann (1892-1980), botaniste
- Silvia Neid (*1964), footballeuse allemande, entraîne l'équipe d'Allemagne féminine depuis l'année 2005.

## Jumelage
- Montereau-Fault-Yonne (France)